# 安德森山脈
84°30′S 64°0′W / 84.500°S 64.000°W
安德森山脈（英語：Anderson Hills）是南極洲的山峰，位於伊利沙伯女皇地，屬於彭薩科拉山脈中帕圖克森特山脈的一部分，根據美國地質調查局的測量和美國海軍的空中照片被繪入地圖。